# Бах, Михаэль (учёный)
Михаэль Бах (нем. Michael Bach; 19 марта 1808, Боппард, Рейн-Хунсрюк — 17 апреля 1878, Боппард, Рейн-Хунсрюк) — немецкий педагог, ботаник и энтомолог.

## Биография
Бах потерял отца, который был учителем, в раннем возрасте, и ему пришлось быстро найти профессию, чтобы содержать семью. С 1824 по 1826 год учился в педагогическом колледже в Брюле в Рейнской области, с 1827 года был учителем в школе для девочек в Боппарде, а с 1839 года — в высшей городской школе. Чтобы оставаться рядом с престарелой матерью, он отклонил предложение поступить в аристократическую гимназию в Бедбурге. В 1868 году он стал преподавателем в недавно основанном педагогическом колледже в Боппарде. В 1876 году вышел на пенсию.
Вначале занимался ботаникой, в которой был самоучкой, и в 1834 году вместе с Теодором Фридрихом Людвигом Несом фон Эзенбеком и другими основал ботаническую ассоциацию в регионе Среднего и Нижнего Рейна. В 1842 году вместе с другими членами ассоциации опубликовал Prodromus der Flora der preußischen Rheinlande. В конце 1830-х годов он также обратил свое внимание на энтомологию, особенно на жуков. В 1841 году он напечатал для своих студентов каталог из 666 жуков в районе Боппарда. Затем последовали аналогичные каталоги по конхилиям и бабочкам (кроме мелких) близлежащих районов.
Хотя он работал в основном в одиночку и с недостаточными ресурсами (он не мог позволить себе дорогую литературу), он был признан в научных кругах. В 1863 году ему была присвоена степень почётного доктора Боннского университета. С августа 1834 года он был членом Ботанического общества Среднего и Нижнего Рейна, позднее — Общества естественной истории прусской Рейнской области и Вестфалии, Общества немецких натуралистов и врачей, а в 1864 году был избран членом Леопольдины.
Местонахождение его коллекции неизвестно. Информация о том, что она находилась в Марбурге в Зоологическом музее, не подтвердилась.

### Работы
- Wegweiser zum Studium der Käfer, Koblenz: Jakob Hölscher 1847
- Die Käferfauna von Nord- und Mitteldeutschland, 4 Bände, Koblenz: Jakob Hölscher 1849 bis 1860
  - 1. Lieferung als Käferfauna der preußischen Rheinlande mit besonderer Berücksichtigung von Nord- und Mitteldeutschland, 1849, 2. Lieferung 1851 (mit Nachtrag 1867), 3. Lieferung (Band 2) 1852, 4. Lieferung 1854 (mit Nachtrag 1867), Lieferung 5 (Band 3) 1856, Lieferung 6 1859 (mit Nachtrag 1867), Lieferung 7 (Band 4) 1860 (mit Nachtrag 1867)
- Die Wunder der Insektenwelt: Das Insekt, sein Leben und Wirken in dem Haushalte der Natur, gemeinfaßlich dargestellt; mit 82 Abbildungen in Holzschnitt, Münster 1877